# 佐藤敬 (益子焼の陶芸家)
佐藤 敬（さとう たかし、1976年〈昭和51年〉- ）とは、栃木県芳賀郡益子町の益子焼の陶芸家である。
窯元の名称は「牛窯」
。法人の名称は「株式会社 lib company」。
現在も益子で蹴轆轤と登り窯での作陶活動を行っている、益子焼の伝説の陶工・成井恒雄の数多くいる弟子を代表する人物である。

## 経歴

### 生い立ちと陶芸と
1976年（昭和51年）、長野県に生まれる。10歳になるまで東京都で暮らし、茨城県藤代町（現在の取手市）に移った。
茨城で通学していた高校の選択授業の中に陶芸の授業があり、電動轆轤を初めて使った。これが陶芸との出会いだった。
幼い頃から手先が器用だったため、図工や美術で何かを作ることは得意だった。しかし轆轤を使ったら上手く出来なかった。全く使えないまま授業が終わったためその事が心に引っかかり、またいつか轆轤を使いたい。そんな思いが心に残った
。
卒業後、手で何かを作る仕事をしたい。そう考えた佐藤は建築家を志したが、志望校へは進めなかった。そしてアメリカの大学への留学を模索しアメリカに滞在した。しかし一時帰国した時に心残りだった陶芸教室の門を叩き陶芸経験を積み、再びアメリカへ行った時に「やっぱり「焼き物」がやりたい」という思いが強くなった。大学を卒業してからでも遅くはなかったが、本当に楽しいと思った事をやろうと、大学留学を取りやめ約1年でアメリカから帰国した。
陶芸を基礎から学び直そうと、近所の陶芸家の助手を務めた後、唐津の陶芸家の蹴轆轤を初めて見て「こういう轆轤もあるんだ」と知った。昔からの作陶技術である蹴轆轤に憧れ蹴轆轤の技術を習得するべく、まずは九州へ向かった。佐賀県の西岡小十の工房や、熊本県人吉市の人吉クラフトパーク石野公園の陶芸館で修行をしたものの、当時の九州では蹴轆轤だけで作陶している工房は少なく、3ヵ月ほどですぐ茨城の実家に帰郷した。
そして21歳の時に、実家の庭に工房を構えて電動轆轤を用いて独学で作陶活動を始めた。この頃に友だちと行った鹿児島県与論島の宿の主人から「シマナー：島名」として「うし」の名をもらった。そこから自分の窯の名を「牛窯」と名付けた。そして個展やグループ展も開いていったが、行き詰まりを感じるようになっていった。

### 成井恒雄との出会い
材料の仕入れの為に通うようになった益子でふと立ち寄った個展で、益子の陶芸家である小野正穂と出会った。小野正穂は蹴轆轤を使って作陶を行う陶芸家だった。佐藤は小野に「蹴轆轤で「焼き物」を作りたい。蹴轆轤を学びたい」と伝えたところ、小野から「成井恒雄のところへ行ってみるといい」と言われた。そしてその日の内に成井の工房を訪ねた。

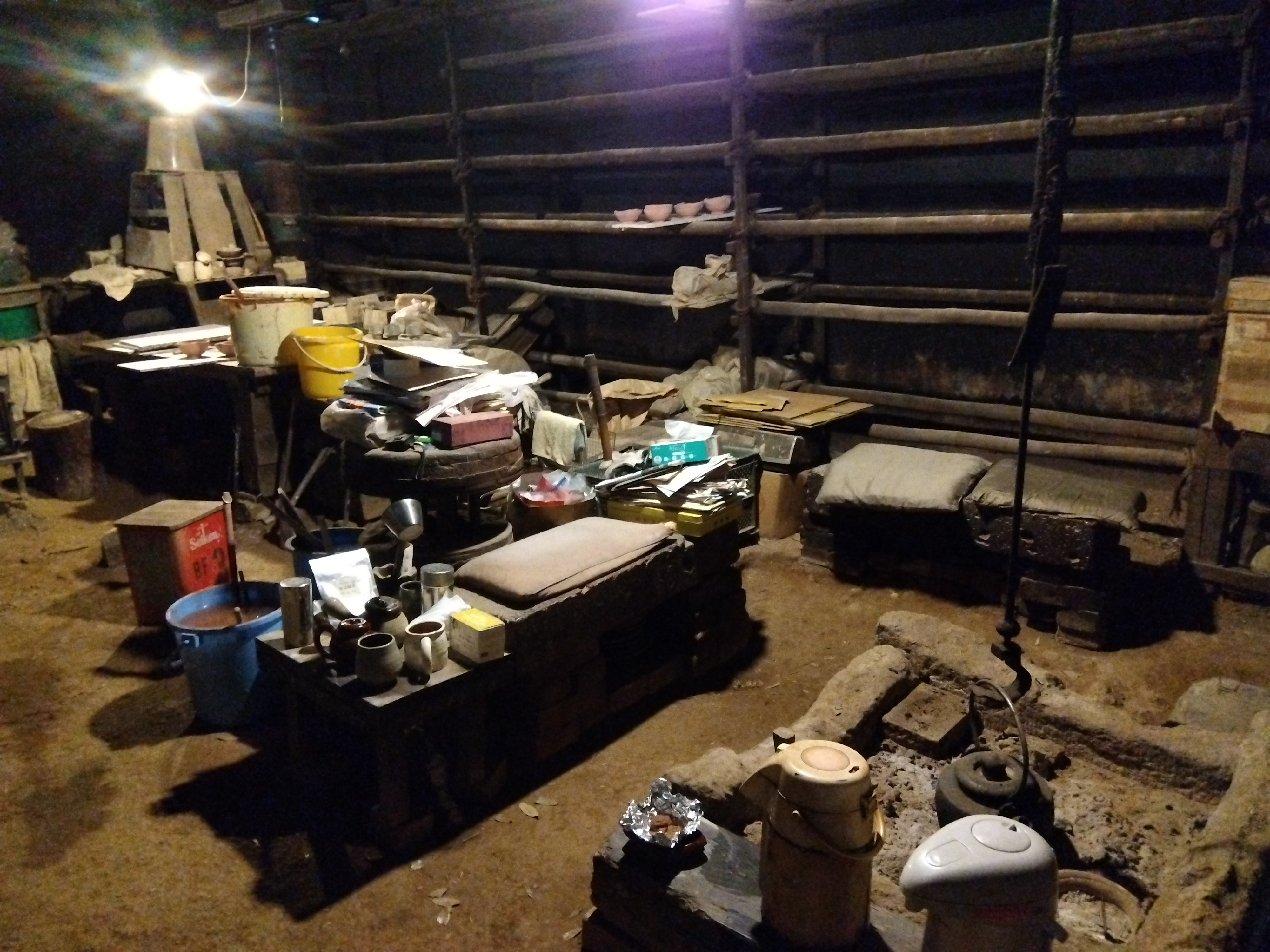
栃木県益子町に今もある成井恒雄の細工場（現在の「成井窯」）。

成井恒雄は益子では当時から有名な人物であった。成井の窯元の細工場の囲炉裏には近所の人や、成井の焼き物仲間が1日中集ってはお茶をしているとてもオープンなところだった。いきなり訪ねた佐藤にも「まあお茶でも」と勧めてくれた。

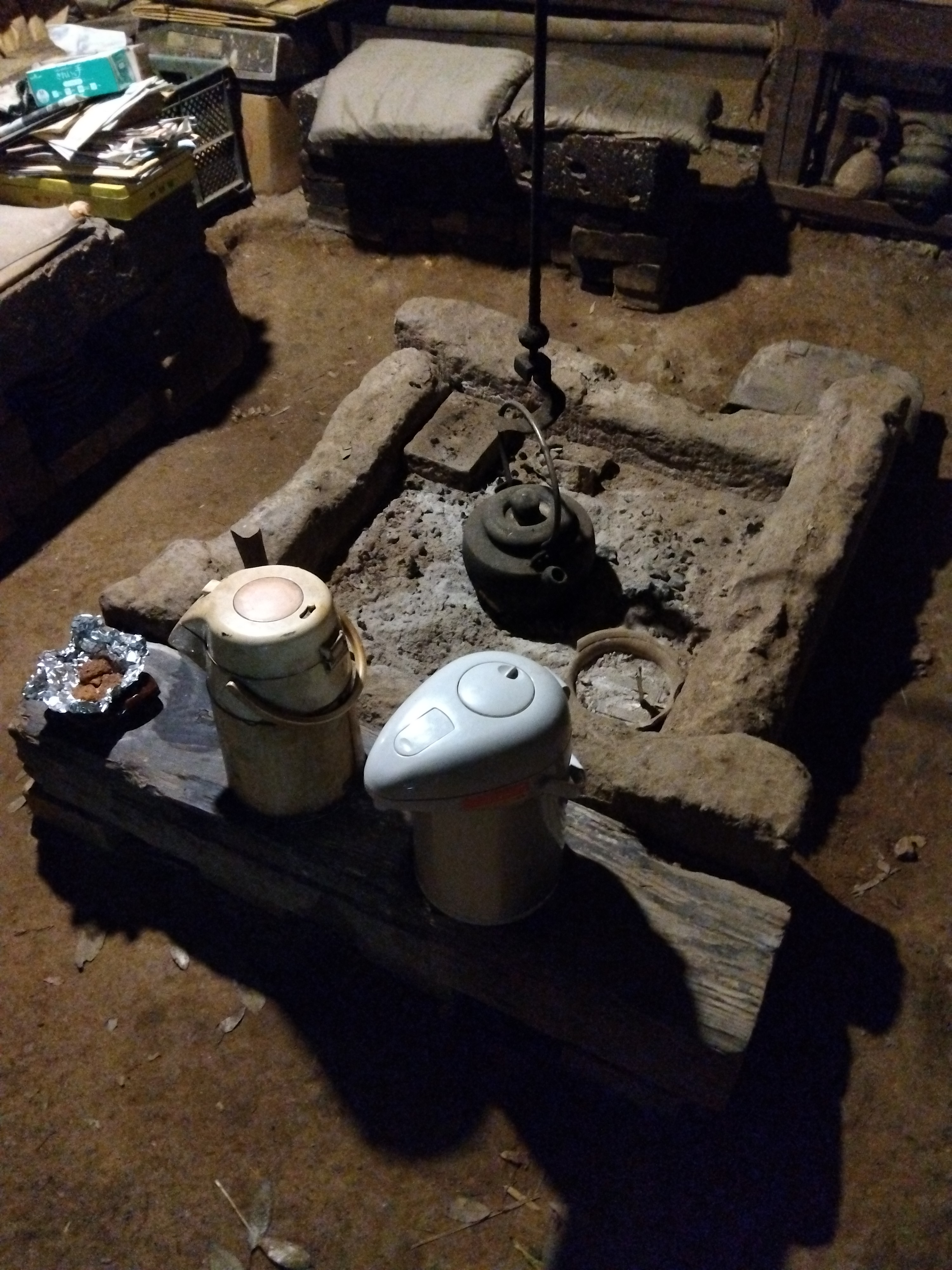
栃木県益子町に今もある成井恒雄の細工場の囲炉裏。ここを囲んで「ツーやんと仲間たち」が毎日のようにお茶を飲んでいた。

「蹴轆轤を学びたい」と弟子入りをお願いした時は、初めは成井から「弟子は取らない」と弟子入りを断られたが、1時間ほど話し込むうちに「じゃあ週一くらいウチに来るか？」と言ってくれた。そして佐藤の益子通いが始まった。
まずは「土揉み」から始まった。佐藤が知っていた土揉みは、現在の陶芸技術の既存である空気を追い出すものだった。ところが成井の土揉みは正反対であり、ふわふわなパン生地のように、とにかく土に空気を入れる作業だった。後にパン作りが得意になるほど、この土揉みのやり方を修練した。その土を使うと轆轤を挽いている時から器にふんわりとした柔らかい表情が出た。空気を抜いた土で作る器が工業製品的だとしたら、空気を入れた土の器は、畑のじゃがいもと言えるほどの違いがあった。満遍なく空気を入れるので焼成しても割れることが無い。この土揉みを学べた時、成井のところへ来てよかったと思った。
それから蹴轆轤の使い方を、轆轤をただ蹴るところから順を追って教わり、小さい作品から大きな作品へと成形する挽き方を教わっていった。成井は独特の手の使い方を教え、この挽き方を「土を動かす」と表現した。機械式の轆轤とは違った変化が表れて面白いと思った。
成井は少しだけ気難しいところもあったが、大らかな人だった。陶芸だけかと思ったら、意外と哲学的で社会派であり、弱者の味方であった。
ある時、成井から「蹴轆轤がやりたいと言っていたが、本当は他で上手くいかなかったからここへ来たんだろう？」と言われた。成井の元に集った人たちの中には「そういう人」が数多くいた。そして成井はそんな風に自分の元へ集まってくる人たちを「仲間」と呼んだ。そして成井は言った。世の中には優秀な人もいるが、自分（成井恒雄）はダメなんだ。君（佐藤敬）もアメリカでも九州でもダメだったからここ（益子）へ来たんだろう、と。
成井は益子でも「焼き物」をやめていく人たちをたくさん見てきた。そしてこう考えるようになった。有名になるとか良い物を作る、というんじゃなく、焼き物を楽しく作り続ける事が大事なんだよ、と、「だめでもいいんだ」と、成井は佐藤に言ってくれた。そして自分のだめさ加減を認めた上で、自分で出来ることを毎日少しずつでもいいからやっていけばいい。頑張りや根性ではなく、楽しさを見付けて続けて、やり続けるだけで十分だと、佐藤は自分を肯定出来るようになっていった。こうして佐藤は25歳の時に益子に移住した。

### 受け継ぐ為に
佐藤が修得したかった伝統的な蹴轆轤の技術は益子にあった。そして成井恒雄は益子からも徐々に消えつつある蹴轆轤の技術を伝えていこうとした。ところが成井は2012年（平成24年）に逝去してしまう。そして佐藤は成井から習った蹴轆轤の技術を受け継いでいこうと決めた。
成井とも親しかった馬場浩史が益子で開いた「starnet」など、様々な店で器を置かせてもらうようになった。
独立した後、作陶していた白い粉引の器は人気があった。しかし「ツルッとしていないマットな雰囲気が出た器なら面白そう」と考えていた。そして偶然試したマットを効かせた釉薬で焼いてみたところ、現在も佐藤の定番の器となっている、黄色味を帯びた粉引である「黄粉引」が生まれた。
会社を立ち上げる時に、自分の好きな言葉であり、成井が常々口にしていた「あるがままに」の意味を持つ「LET IT BE」の頭文字から、会社の名を「株式会社 lib company」とした。
その内に自分でも弟子を取るようになった。
そして今も成井と出会った益子の地で、成井の元で出会った仲間たちと共に、蹴轆轤と登り窯で

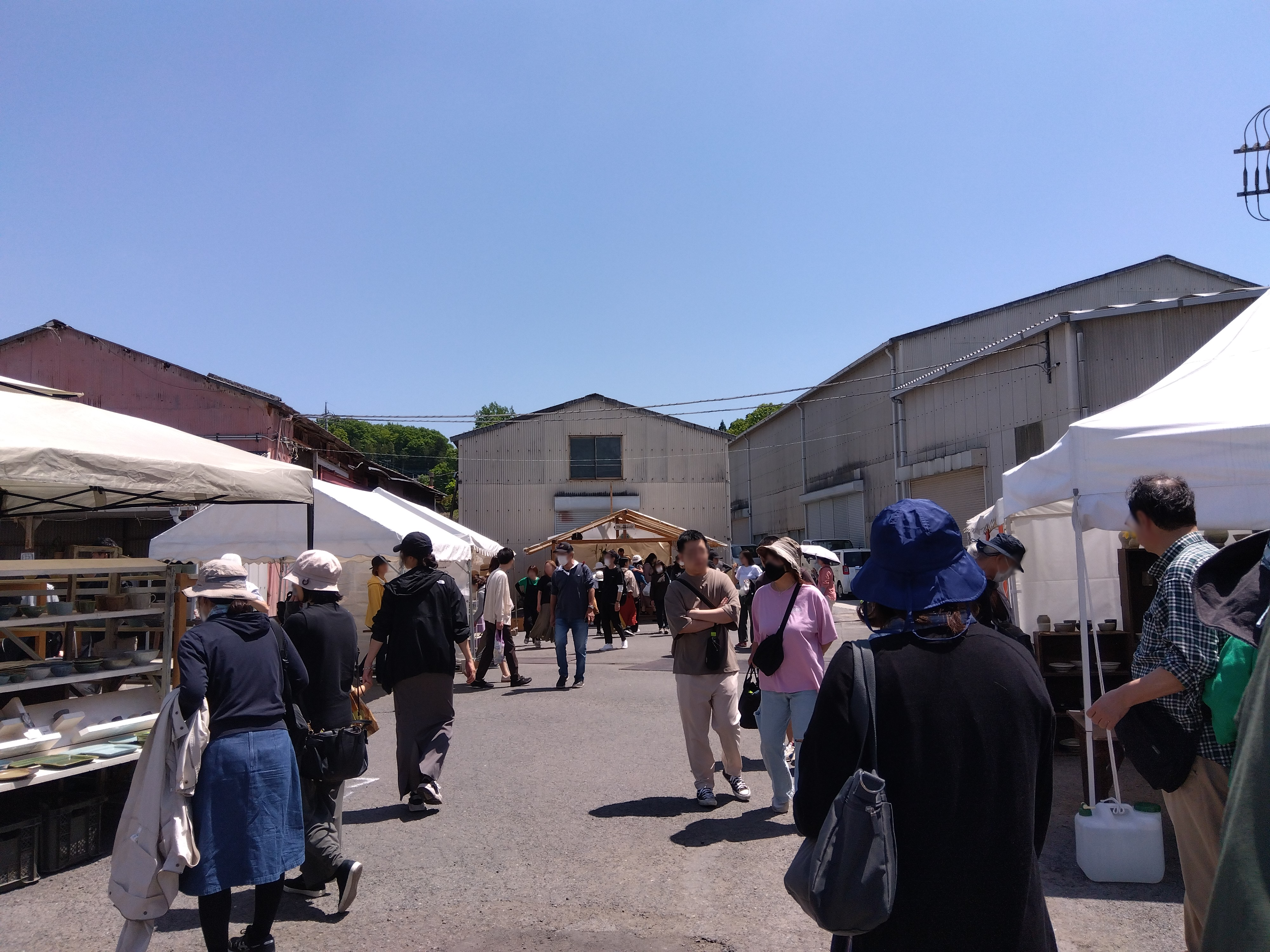
「益子陶器市」佐藤敬の窯元「牛窯」の販売テント付近の光景。

作陶活動を続けている。

## 弟子
弟子であると共に「牛窯」のスタッフでもある。
- 落合沙羅[27][26][28][29][30]
- 落合重智[31][27][26][28][29][32][33]
- 平田直人[34][26][16][35]